# Alex G
Alexander Giannascoli (Havertown, Pensilvania, 3 de febrero de 1993), más conocido por su nombre artístico Alex G, anteriormente como Alan J o (Sandy) Alex G, es un músico, productor, multinstrumentista y cantautor estadounidense. Comenzó su carrera tocando en varias bandas locales antes de seguir su carrera musical como solista.

## Primeros años y carrera
Giannascoli nació en 1993 en Havertown, Pensilvania. La familia de su padre es originaria de Abruzzo, en el sur de Italia. A los 11 años aprendió a tocar la guitarra con una que le regaló su hermano y comenzó a grabar música. Mientras asistía a Haverford High School, Giannascoli hizo dos álbumes que compartió con amigos.Junto a su hermana formaron su banda llamada "Mother", mientras formaba parte de otra banda de su escuela secundaria, "The Skin Cells", descritos como "pop rock que accidentalmente terminó siendo punk". En 2011, Giannascoli se matriculó en la Universidad de Temple, donde estudió inglés con la esperanza de convertirse en profesor, y finalmente abandonó los estudios para seguir una carrera en la música.  
Después de autoeditar varios álbumes, EP y sencillos en Bandcamp de 2010 a 2012, la popularidad de Giannascoli se extendió en varios blogs, mientras lanzaba trabajos de manera independiente, por ejemplo, su álbum más famoso, "Trick". The Fader llamó a Giannascoli "el mejor compositor secreto de Internet". Esto llevó a que una compañía discográfica, Orchid Tapes,  contratara a Giannascoli, así como lanzar su debut discográfico DSU (2014), que obtuvo buenos comentarios de los críticos musicales. Tras el lanzamiento del álbum, Giannascoli se fue de gira por Norteamérica y Europa.
En 2015, Giannascoli firmó con Domino Recording Company y lanzó su debut con el sello Beach Music.  Ese mismo  año, Giannascoli trabajó con Frank Ocean en sus álbumes Endless y Blonde, tocando guitarras y arreglos para varias canciones.
El 2 de marzo de 2017, Giannascoli anunció que su segundo álbum con Domino, titulado Rocket, sería lanzado el 19 de mayo y compartió los dos primeros sencillos, "Bobby" y "Witch". El 4 de abril, anunció el cambio de su nombre artístico de Alex G a (Sandy) Alex G, y compartió otro sencillo del álbum, "Proud". La publicación musical Spin atribuyó el cambio de nombre a un conflicto legal con el cantante y youtuber Alex Blue, que operaba en ese momento bajo el nombre comercial "Alex G". Al elegir el nombre 'Sandy', Giannascoli dijo que "fue lo primero que puso en Bandcamp" y que "simplemente había usado ese 'Sandy' como una especie de etiqueta de redes sociales" desde entonces. El 4 de mayo lanzó dos sencillos más, "Brick" y "Sportstar", antes del lanzamiento del álbum. Rocket recibió elogios de los críticos musicales y apareció en las listas de fin de año de los mejores álbumes de 2017 de varias listas.
El octavo álbum de estudio de Giannascoli, House of Sugar, fue lanzado el 13 de septiembre de 2019. El álbum recibió críticas positivas y se ubicó en el puesto 17 en la lista de mejores álbumes de fin de año de Pitchfork. En junio de 2020, eliminó "(Sandy)" de su nombre artístico y volvió a llamarse Alex G.
Giannascoli compuso la música para la película Todos vamos a la feria mundial, estrenada el 8 de abril de 2022. Giannascoli también compuso la música para la película de Jane Schoenbrun I Saw the TV Glow, que fue estrenada por A24 en 2024.
El noveno álbum de estudio de Giannascoli, God Save the Animals, se lanzó el 23 de septiembre de 2022.
En enero de 2024, Giannascoli anunció su firma con RCA Records. Forma parte de una gira apoyando a la banda Foo Fighters.

## Estilo de música
La música de Giannascoli a menudo se caracteriza como indie rock con una estética lo-fi debido a que él mismo graba toda su música en su casa. Con frecuencia se le compara con el cantautor Elliott Smith, quien es una influencia suya. Otras comparaciones incluyen Built to Spill y The Martinis. El Philadelphia Inquirer lo elogió como "un escritor de melodías particularmente talentoso" cuyas "canciones confusas, a veces distorsionadas, que se remontan a bandas ligeramente torcidas de los noventa como Pavement, no pueden ocultar su habilidad como artista pop y constructor de narrativas elípticas que te llaman a escucharlo repetidamente."  Afirmó que su proceso creativo consiste en que generalmente trabaja solo en su habitación con su guitarra y luego agrega otros instrumentos. Cuando se le preguntó acerca de trabajar en un estudio de grabación profesional, respondió: "Siento que eventualmente tendré que hacer eso, pero simplemente no quiero hacerlo. Porque no sé cómo trabajar con todas esas cosas, y no quiero que nadie más tenga el control. Sólo quiero seguir mis propias ideas y no me siento cómodo haciéndolo de otra manera". A pesar de que antes dudaba en grabar su música en estudios profesionales, God Save the Animals de Giannascoli fue grabado en estudio con la ayuda de Jacob Portrait durante la pandemia de Covid-19.

## Canciones "Lost media"
A lo largo de su carrera, se ha sabido de álbumes "perdidos", algunas de sus canciones se han recuperado por sus fans gracias a sitios como https://www.unreleasedalexg.

## Discografía
- Race (2010)
- Winner (2011)
- Rules (2012)
- Trick (2012)
- DSU (2014)
- Beach Music (2015)
- Rocket (2017)
- House of Sugar (2019)
- God Save the Animals (2022)

### Bandas sonoras
- Todos vamos a la feria mundial (banda sonora original de la película) (2022)
- Saw the TV Glow (banda sonora original de la película) (2024)